# IV век до н. э.
IV (четвёртый) век до на́шей э́ры по пролептическому юлианскому календарю — век с 1 января 400 года до н. э. по 31 декабря 301 года до н. э. Это 7-й век 1-го тысячелетия до н. э. Ему предшествовал V век до н. э., за ним следовал III век до н. э. Закончился 2325 лет назад.

## События

### Европа
- 394—306 годы до н. э. — война карфагенян с Сицилией.
- 378—362 года до н. э. — Беотийская война.
- Вторжение кельтов в Ирландию.
- Платон основывает свою Академию.

### Азия
- Походы Александра Македонского на Персию и прочие страны Азии вплоть до Индии.
- Появление юэчжей у границ Китая. Реформы Шан Яна.
- Хунну объединились в единую державу.

### Египет
- 333—334 — Александр Македонский построил Александрию, столицу эллинистического Египта.
- Диадох Александра Великого Птолемей I, сын Лага, в городе Мемфисе принимает почести фараона и основывает новую династию Птолемеев.

### Америка
- Упадок культуры ольмеков.

## Важные персоны
- Платон, древнегреческий философ и педагог.
- Аристотель, древнегреческий философ, основатель школы перипатетиков, ученик Платона.
- Филипп II Македонский, царь Македонии.
- Александр Македонский, царь Македонии, сын Филиппа II, ученик Аристотеля.
- Мэн-цзы, китайский странствующий философ и мудрец.
- Агафокл, древнегреческий правитель Сиракуз.
- Агесилай II, царь Спарты.
- Филоксен, древнегреческий поэт.
- Шан Ян, выдающийся китайский мыслитель, один из основоположников легизма — философско-политического учения, противного учениям даосизма и конфуцианства.
- Антигон I Одноглазый, полководец Александра Македонского.
- Антипатр, полководец и близкий друг Филиппа Македонского.
- Марк Фурий Камилл, выдающийся древнеримский полководец, цензор, шестикратный консулярный трибун, пятикратный диктатор, трёхкратный интеррекс.
- Гай Сульпиций Петик, видный военный деятель Римской республики, пятикратный консул (рассматривался сенатом как диктатор на случай войны с Александром Великим).
- Марк Валерий Корв, государственный и военный деятель Древнего Рима, пятикратный консул, двукратный диктатор.
- Квинт Фабий Максим Руллиан, талантливый древнеримский военачальник, пятикратный консул, двукратный диктатор, дед Кунктатора.
- Марк Фабий Амбуст, видный государственный и политический деятель Древнего Рима эпохи ранней Республики, двукратный консулярный трибун, идеолог и разработчик ряда законодательных инициатив.
- Гай Лициний Кальв Столон, двукратный консул Древнего Рима, народный трибун (с 376 по 367 год до н. э.), инициатор Законов Лициния-Секстия, зять Марка Фабия Амбуста.
- Луций Секстий Латеран, видный политический деятель Древнего Рима, консул, народный трибун (376 — 367 годов до н. э.), инициатор Законов Лициния-Секстия.

## Открытия, изобретения
- Абак в Греции.
- Акведук в Риме.
- Кузнечные меха в Китае[1].